# 小川功 (剣道家)
小川 功（おがわ いさお、1943年2月 - ）は、日本の剣道家。長く大阪府警に勤務し、剣道競技の選手、指導者として実績を残した。段位は、範士八段。

## 経歴
熊本県荒尾市に生まれ、福岡県立大牟田商業高等学校（後の福岡県立ありあけ新世高等学校の前身のひとつ）在学中に、警察道場で剣道を始めた。三池商事勤務を経て、1965年に大阪府警察に入り、以降、剣道選手、指導者として長く活動実績を残した。1977年には全日本剣道選手権大会で個人優勝し、1979年には札幌市で開催された世界剣道選手権大会で団体戦の大将としてチームを優勝に導いた。このほか、全国警察剣道大会や国民体育大会などでも活躍した。
大阪府警では近畿管区警察学校などに勤務した後、2001年に教養課術科指導室主席師範となり、2005年に府警を退職した。その後も、大阪で剣道の指導にあたっている（例えば、2008年には、新たに門真市のパナソニック剣道連盟の指導者となっている。

## 関連文献
- 剣道日本編集部 編『実戦の剣道 選手権者の技術（２）』スキージャーナル 、1984年
  - 中村毅・外山光利・川添哲夫・横尾英治・小松律子・山田博徳（以上、(1) に収録）、桜木哲史・川添永子・根本道世・末野栄二・千葉仁（以上、(2) に収録）とともに取り上げられている。